# Darvasites
Darvasites es un género de foraminífero bentónico de la subfamilia Schwagerininae, de la familia Schwagerinidae, de la superfamilia Fusulinoidea, del suborden Fusulinina y del orden Fusulinida. Su especie tipo es Triticites ordinatus var. daroni. Su rango cronoestratigráfico abarca el Pérmico.

## Discusión
Clasificaciones más recientes incluyen Darvasites en la superfamilia Schwagerinoidea, y en la subclase Fusulinana de la clase Fusulinata. Algunas clasificaciones incluyen Darvasites en la subfamilia Darvasitinae.

## Clasificación
Darvasites incluye a las siguientes especies:
- Darvasites afghanensis †
- Darvasites beitepensis †
- Darvasites citrus †
- Darvasites compactus †
- Darvasites contractus †
- Darvasites daroni †
- Darvasites darvasicus †
- Darvasites eocontractus †
- Darvasites ingavati †
- Darvasites minutus †
- Darvasites ordinatus †
  - Darvasites ordinatus longus †
- Darvasites shaanxiensis †
- Darvasites sinensis †
- Darvasites ulanensis †
- Darvasites vandae †
- Darvasites vozginensis †
- Darvasites zygaricus †